# Ari (Italia)
Ari es un municipio situado en el territorio de la Provincia de Chieti, en Abruzos (Italia).

## Demografía
| Gráfica de evolución demográfica de Ari entre 1861 y 2001 |
|                                                           |
| fuente ISTAT - elaboración gráfica a cargo de Wikipedia   |